# Lijst van bekende Shakespearevertolkers
Deze lijst bevat toneel- en filmacteurs die bekend zijn om hun Shakespearevertolkingen. 

## A
- George J. Adams
- Ira Aldridge
- Lauren Ambrose
- Joe Anderson
- Judith Anderson
- Robert Armin
- Gareth Armstrong
- Gemma Arterton
- Peggy Ashcroft
- Zawe Ashton
- Eileen Atkins
- Richard Attenborough
- Erick Avari
- Felix Aylmer

## B
- King Baggot
- Ariyon Bakare
- David Bamber
- Frances Barber
- John Barrymore
- Jessie Bateman
- Alan Bates
- Timothy Bateson
- St. Clair Bayfield
- Henry Baynton
- Simon Russell Beale
- Ellie Beaven
- Brian Bedford
- Terence Beesley
- Sasha Behar
- Kyrle Bellew
- Christopher Benjamin
- George John Bennett
- Eve Best
- Thomas Betterton
- Master Betty
- Sean Biggerstaff
- Claudie Blakley
- Julian Bleach
- Peter Blythe
- Helena Bonham Carter
- Edwin Booth
- John Wilkes Booth
- Ann Maria Bradshaw
- Kenneth Branagh
- Sally Bretton
- Jasper Britton
- Daniel Brocklebank
- Sian Brooke
- Lionel Brough
- Richard Burbage
- Alfred Burke
- Tom Burke
- Richard Burton

## C
- Christian Camargo
- Hayley Carmichael
- Katrin Cartlidge
- Louise Carver
- Raquel Cassidy
- Ian Charleson
- Helen Cherry
- Julie Christie
- Morven Christie
- Tony Church
- Glenn Close
- Alec Clunes
- Christina Cole
- Lynn Collins
- Robbie Coltrane
- Henry Compton
- Henry Condell
- Ron Cook
- Alexander Cooke
- Dominic Cooper
- Katharine Cornell
- Christian Coulson
- Elliot Cowan
- Richard Cowley
- Brian Cox
- Sam Crane
- Mackenzie Crook
- Benedict Cumberbatch
- Charlotte Saunders Cushman

## D
- Alan David
- Janie Dee
- Frances de la Tour
- Jeffery Dench
- Judi Dench
- Gérard Depardieu
- Leonardo DiCaprio
- Stephen Dillane
- Lisa Dillon
- Laura Donnelly
- Kay Dotrice
- James Dreyfus
- Anne-Marie Duff
- Lindsay Duncan
- Michelle Duncan
- Jason Durr
- Utpal Dutt

## E
- Richard Easton
- Eugene A. Eberle
- Chiwetel Ejiofor
- Daniel Evans
- Edith Evans
- Maurice Evans
- Rupert Evans
- Rupert Everett

## F
- Calista Flockhart

## G
- Mel Gibson
- John Gielgud

## H
- Helen Hunt
- Ian Holm

## I
- Henry Irving

## J
- Derek Jacobi

## K
- Stacy Keach
- Charles Kemble

## M
- Ian McKellen

## R
- Alan Rickman

## T
- Ellen Terry